# Ново европско гробље, Џибути
Ново европско гробље у Џибутију је гробље у држави Џибути. Гробље садржи 850 гробова углавном хришћанских људи, укључујући 13 надгробних споменика Комисије за ратне гробове Комонвелта (ЦВГЦ). Већина гробница на гробљу обележава успомену на ваздухопловце убијене у земљи у Другом светском рату .  
Налази се на 150 метара од земљаног пута поред Н2 од међународног аеродрома Џибути – Амбули . Налази се иза зида и није видљив са главне цесте. 
Међу гробовима је и Хампри Артур Гилкес (1895–1945), који је четири пута добио Војни крст за своје акције у Првом светском рату.  Био је један од седам ваздухопловаца погинулих у ваздушној несрећи у Џибутију 1945. године. На гробљу је сахрањен официр пилота Краљевског ваздухопловства ваздухопловства Лоренс Роберт Мегвајр.  